# Weitersweiler
Ne doit pas être confondu avec Weiterswiller.
Weitersweiler est une municipalité allemande située dans le land de Rhénanie-Palatinat et l'arrondissement du Mont-Tonnerre.